# Корейская комиссия по коммуникациям
Корейская комиссия по коммуникациям (кор. 방송통신위원회; ККК) — южнокорейское агентство по регулированию в сфере СМИ, учреждённое 29 февраля 2008 года в результате слияния Корейской комиссии по телерадиовещанию, а также Министерства информации и коммуникаций.

## Полномочия
Председатель ККК является политическим назначенцем на уровне министра, а заместитель председателя является назначенцем на уровне вице-министра. Директор офиса является обычным государственным служащим.
Комиссия решает вопросы:
- касающиеся политики в областях рекламы в эфире, оценки программ, планирования продвижения в эфире, планирования политики в эфире, политики наземного вещании, а также политики в отношении каналов вещания;
- связанные с планированием исследований рынка вещания и коммуникаций, защитой пользователей, продвижением прав зрителей, этикой Интернета и созданием здоровой среды использования Интернета;
- касающиеся управления частотами вещания;
- другие, предусмотренные в качестве компетенции комиссии в Законе о создании и функционировании Комиссии по коммуникациям или других законах.